# Mark Gornall
Mark Gornall (* 25. Oktober 1961 in Preston) ist ein ehemaliger britischer Radrennfahrer.

## Sportliche Laufbahn
Gornall war Straßenradsportler und Teilnehmer der Olympischen Sommerspiele 1988 in Los Angeles. Im olympischen Straßenrennen kam er auf den 62. Rang.
1989 siegte er im Grand Prix François Faber in Luxemburg und im Eintagesrennen Lincoln Grand Prix. 1991 gewann er den Grand Prix of Essex vor Wayne Randle und eine Etappe im Milk Race. Gornall gewann in seiner Karriere eine Reihe von britischen Eintagesrennen und Etappen kleinerer Rundfahrten. Die Internationale Friedensfahrt bestritt er zweimal. 1984 wurde er 62., 1990 27. der Gesamtwertung. Gornall fuhr mehrfach in der Nationalmannschaft das Milk Race.

## Familiäres
Seine Schwester Linda Gornall und sein Bruder Alan Gornall waren ebenfalls im Radsport aktiv.